# 장자못 설화
장자못 설화(長者-說話) 또는 아침못 전설, 용두못 전설(龍頭- 傳說)은 한국의 대표적인 지명설화이다. 장자못이란 연못의 이름의 유래에 관한 설화로 한국 전역에 널리 퍼져있다. <옹고집전>의 근원 설화로도 알려져 있다. 현재 장자못으로 불리는 연못은 한국 전역에 백여 곳 이상이어서 정확히 설화속 장자못이 어딘지는 알 수 없다.
이 설화는 전국적인 분포를 보이며 가장 널리 알려진 대표적인 지명전설의 하나이다. 현재 장자못이 있다고 확인된 곳만 하여도 백여군데가 된다. 풍부한 구전설화에 비하여 문헌자료는 거의 없는 편으로 《조선읍지》에 구전자료를 기록한 두편이 있을 뿐이다.

## 줄거리
옛날, 인색하고 심보 고약한 장자(큰 부자)가 살고 있었다. 하루는 장자가 집 외양간에서 쇠똥을 치우고 있었는데, 지나가던 스님이 와서 장자에게 시주를 부탁하였다. 그러자 장자는 바랑에 쌀 대신 쇠똥을 바랑에 퍼주었다.이것을 본 장자의 며느리가 장자 몰래 쌀을 퍼 바랑에 담아 주며 장자의 무례함을 사과하였다.
그러자 스님은 며느리에게 "지금 곧 자신을 따라 피해야 한다. 피할때는 절대로 뒤를 돌아보지 말라."고 말했다. 며느리는 곧 어린아이를 들쳐업고 집을 떠나 산을 오르는데 뒤에서 벼락이 치는 듯 천지를 뒤흔드는 큰 소리가 들려왔다. 그 소리에 며느리는 스님의 당부를 잊고 집이 걱정되어 뒤를 돌아보고 말았다.
그런데 장자의 집은 큰 연못으로 변해있었다. 며느리는 뒤를 돌아본 순간 등에 업고 있던 어린아이와 함께 그 자리에서 돌로 변해버렸다. 그 후 비가 오는 날이면 장자의 집이었던 연못에서 다듬이질 소리가 들려온다고 한다.

## 의미
충남 공주시 우성면 옥성리의 대물터처럼 지명에 얽힌 지명설화의 한 유형이지만, 인색한 부자가 중에게 쇠똥을 준 것을 부끄럽게 생각하여 몰래 시주한 장자의 며느리가 중이 제시한 금기를 어겨 바위가 되었다는 이야기가 모두 함께 하고 있다. 구약성서 창세기 19장에 나오는, 아브라함의 조카인 롯 이 하느님의 천사들을 빵을 주어 대접하고 난폭한 주민들에게서 보호했더니, 천사들이 "소돔과 고모라가 야훼께서 심판하시어 망할 것이니 어서 피하고, 뒤를 돌아보지 마시오."라고 이야기한 소돔과 고모라 이야기와 비슷한 내용이다. 롯의 아내가 뒤돌아보았더니 소금기둥이 되었다는 이야기도 닮았다.

## 전해오는 이야기
인색한 부자가 지나가는 중을 학대하였더니, 그 중이 부자에게 더 부자가 될 수 있는 방법을 가르쳐 준다고 속이고는 현재 발복(發福)의 근원인 명당의 혈(穴)을 자르게 하였다. 탐욕스러운 부자는 욕심이 나서 그대로 하였다가 망해 버렸다는 이야기는 징벌의 수단으로 풍수리지설로 이용하여 내려오고 있다. 유사한 설화로는 자기 집 종을 학대하자 종의 자식이 집을 나가 풍수지리를 공부하고 돌아와서 주인집의 명당혈(明堂穴)을 자르게 하여 망하게 하였다는 설화도 있다.

## 같이 보기
- 민담
- 설화
- 전설